# أبولونيا (إيليريا)
أبولونيا ((بالألبانية: Apolonia)‏; (باليونانية: Ἀπολλωνία κατ᾿ Ἐπίδαμνον) or Ἀπολλωνία πρὸς Ἐπίδαμνον, Apollonia kat' Epidamnon or Apollonia pros Epidamnon) كانت مدينة يونانية قديمة تقع على الضفة اليمنى لنهر آيوس (فيجوسي في العصر الحديث). تقع أطلالها في منطقة فيير، بالقرب من قرية بوجاني (بولينا)، في ألبانيا الحديثة. تأسست أبولونيا في 588 ق.م من قبل المستعمرين اليونانيين من كورفو وكورنث، على موقع تعيش فيه القبائل الإيليرية الأصلية، وربما كان واحد من أهم المدن الكلاسيكية العديدة المعروفة باسم أبولونيا. ازدهرت أبولونيا في العصر الروماني وكانت موطنا لمدرسة فلسفة مشهورة، لكنها بدأت في الانخفاض في القرن الثالث بعد الميلاد عندما بدأ ميناءها في الضحولة نتيجة لزلزال. تم هجرها بحلول نهاية العصور القديمة المتأخرة.